# Alawiten

Das Zülfikar, Schwert des Ali ibn Abi Talib, gilt als Identifikationssymbol der Alawiten.

Die Alawiten (arabisch علويون, DMG ʿAlawīyūn; türkisch Arap Alevileri) bzw. Nusairier (arabisch نصيريون, DMG Nuṣairiyūn, türkisch Nusayriler) sind eine religiöse Sondergemeinschaft in Vorderasien, die im späten 9. Jahrhundert im Irak entstanden ist und zum schiitischen Spektrum des Islams gehört. Sie sind nicht zu verwechseln mit den türkischen und kurdischen Aleviten, die früher Kizilbasch genannt wurden.

## Bezeichnungen
Der Name „Alawiten“ (علويون / ʿAlawīyūn) wird erst seit dem späten 19. Jahrhundert für diese Gruppe verwendet. Vor dieser Zeit war „Nusairier“ der allgemein übliche Name für sie, obwohl Alawiten diesen Begriff häufig als „diskriminierend“ ablehnten. Er leitet sich von Muhammad ibn Nusair an-Numairī (gestorben um ca. 864) ab, der als Gründer der Nusairier gilt. Dieser trat um 860 für den zehnten Imam der Schiiten, ʿAlī al-Hādī an-Naqī, in Erscheinung.

Siedlungsgebiete der Alawiten und anderer schiitischer Gruppen in Türkei, Syrien und Libanon
Alawiten
Aleviten
Ismailiten
Zwölfer-Schiiten

Um den Ruch des Sektiererischen ihrer Vorfahren abzulegen und um sich selbst als Teil der großen schiitischen Gemeinde zu präsentieren, begannen die Nusairier Ende des 19. Jahrhunderts, sich als „Ali-Anhänger“ (ʿAlawīyūn) zu bezeichnen. In der Türkei werden die Alawiten heute als Arap Alevileri („arabische Aleviten“) oder auch als Güney Alevileri („südliche Aleviten“) bezeichnet, um die Unterscheidung von den Aleviten bzw. anderen „Anhängern Alis“ eher herunterzuspielen. Der Begriff Nusairier wird heutzutage vor allem von Islamisten bevorzugt, um die islamische Natur der Glaubensgemeinschaft in Frage zu stellen.
In den eigenen Quellen der Nusairier tauchen noch andere Selbstbezeichnungen auf, insbesondere die unverfänglichen Ausdrücke muwahhidūn („Einheitsbekenner“) und ahl al-tauhīd, die die Gruppe als monotheistisch kennzeichnen. Ein weiterer Name, den die Alawiten für ihre Religion verwenden, ist „Pfad der Dschunbulāner“ (Tarīqat al-Ǧunbulānīya), benannt nach dem dritten Scheich Abū Muhammad ʿAbdallāh al-Dschannān al-Dschunbulānī (gest. 900), der als einer der ältesten Autoren der nusairischen Religion gilt.

## Geschichte
- siehe auch: Alawiten oder Nusairier

### Die Anfänge im Irak
Die Nusairīya entstand im späten 9. Jahrhundert im Milieu der irakischen Ghulat-Sekten. Die Mythologie und Terminologie dieser Sekten findet sich in der nusairischen Literatur fast unverändert wieder. In der zweiten Hälfte des neunten Jahrhunderts trat in diesem Milieu der Araber Abū Schuʿaib Muhammad ibn Nuṣayr aus dem Stamm der Banū Numair mit dem Anspruch auf, der bāb („das Tor“) des elften schiitischen Imams Hasan al-ʿAskarī (gest. 873) zu sein. Die von ihm geführte Gemeinschaft wurde von der Familie der Banū l-Furāt unterstützt, die als Sekretäre und Wesire im Dienst der Abbasiden standen. Ein Rivale um die Führung der Gemeinschaft war Isḥāq ibn Muḥammad al-Aḥmar. Auf ihn geht die mit der Nusairīya rivalisierende Schwestersekte der Isḥāqīya zurück. Nach dem Tod Ibn Nuṣairs, der zu unbekanntem Zeitpunkt erfolgte, übernahmen nacheinander Muhammad Ibn Dschuundub und al-Dschannān al-Dschunbulānī die Führung der Nuṣairīya, die offenbar aber nur geringe Führungsqualitäten hatten, so dass die Gemeinschaft viele Anhänger verlor.

### Verbreitung nach Harran und Syrien
Wesentlich erfolgreicher war al-Husain ibn Hamdān al-Chasībī, der offenbar von al-Dschunbulānī in die nusairische Lehre eingewiesen wurde, der aber auch mit einem anderen Anhänger Ibn Nuṣairs, ʿAlī ibn Ahmad aus Turbāʾ, einem Dorf bei Karbalāʾ, in Verbindung stand. Al-Chasībī predigte ab 926 öffentlich in Bagdad, wurde inhaftiert, floh aus der Haft und verbreitete anschließend die nusairischen Lehren in Syrien und in Harran, wo eine erste Gemeinde mit 51 Anhängern entstand. Nach der buyidischen Machtübernahme in Bagdad (945) kehrte er in den Irak zurück und verfasste dort sein Sendschreiben ar-Risāla ar-rāstbāschīya für den buyidischen Emir ʿIzz ad-Daula Bachtiyār (gest. 368/976), der, wie sich aus den zahlreichen panegyrischen Äußerungen über ihn in den nusairischen Schriften erschließen lässt, die Nusairier im Irak unterstützte. Die Führung der irakischen Gemeinde legte al-Chasībī in die Hände von ʿAlī ibn ʿĪsā al-Dschisrī, während er selbst schon bald wieder nach Syrien reiste, wo er am Hof des schiitischen Hamdaniden-Herrschers Saif ad-Daula die nusairischen Lehren verbreitete.

### Verlagerung des Zentrums der Nusairīya nach Nordsyrien
Mit al-Chasībī verlagerte sich das Zentrum der Nusairīya nach Nord-Syrien. Nach seinem Tod übernahm Muhammad ibn ʿAlī al-Dschillī, einer seiner Schüler aus dem Kreis in Harrān, die Führung der Gemeinschaft. Von Aleppo aus steuerte er ein Netz von nusairischen Gemeinden, das neben Harrān jetzt auch Städte wie Beirut und Tiberias und Tripolis umfasste. Für sie schrieb er nicht nur Werke, die die esoterischen Lehren der Sekte erklärten, sondern auch Sammlungen von religiösen Gutachten, die besonders der Frage der Initiation in die Gemeinschaft viel Aufmerksamkeit schenkten. Nach alawitischer Überlieferung wanderte at-Tabarani 1032 wegen der unaufhörlichen Kriege von Aleppo nach Latakia (al-Ladhiqiya) aus, um sich dort niederzulassen.
Die byzantinische Rückeroberung von weiten Teilen Westsyriens in der zweiten Hälfte des 10. Jahrhunderts führte dazu, dass die nusairischen Missionare jetzt zum großen Teil auf christlichem Territorium operierten. Dies spiegelt sich auch in der Entwicklung der nusairischen Literatur wider, die die eigene Lehre nun vor allem vor dem Hintergrund christlicher Vorstellungen darlegt. Am stärksten zeigt sich diese Tendenz bei Maimūn at-Tabarānī, der in der ersten Hälfte des 11. Jahrhunderts die Führung der nusairischen Gemeinschaft übernahm. Er entwickelte einen neuen nusairischen Festkalender, in den auch christliche Feste integriert waren. Neue religiöse Konkurrenz erhielt die Nusairīya durch das in dieser Zeit aufkommende Drusentum, das Syrien als eines seiner wichtigsten Missionsgebiete betrachtete. Hamza ibn ʿAlī, der Gründer des Drusentums, fasste mehrere Schriften gegen die Nuṣairīya ab, in denen er deren Lehren zu widerlegen versuchte.

### Etablierung im syrischen Küstengebirge
Für die weitere Geschichte der Nusairīya war es von großer Bedeutung, dass im 11. Jahrhundert zwei Familien im syrischen Küstengebirge, die Banū Muhriz und die Banū l-Ahmar, ihre Lehre übernahmen. Während die nuṣairischen Gemeinden des Irak sowie die von Harran, Aleppo und Tiberias zu jener Zeit einen Niedergang erlebten, wurde der Dschabal, das syrische Küstengebirge, zum wichtigsten nuṣairischen Einwanderungsgebiet. Die Herrschaft der Kreuzfahrer in Antiochien (seit 1098) und Latakia (seit 1103) scheint die Ausbreitung der Sekte über das unzugängliche Gebirge im Hinterland nicht beeinträchtigt zu haben.
Im frühen 13. Jahrhundert gerieten die Nusairier im syrischen Küstengebirge allerdings in eine immer schärfere Konkurrenz zu den nizāritischen Ismāʿīliten, die hier eine Kette von Festungen unterhielten, sowie zu neu eingewanderten Kurden. Als es nach 1218 in der Festung von Sahyun zu einem Massaker an Nusairiern kam, erhielten diese von einem schiitischen Emir, al-Hasan al-Makzūn as-Sindschārī, Hilfe aus dem Sindschar-Gebiet. Der Emir rückte 1222 mit 50.000 Kämpfern in das Küstengebiet vor, schlug Nizārīten und Kurden in die Flucht und vernichtete auch die mit der Nusairīya rivalisierende Isḥāqīya, die im Küstengebiet noch einige Anhänger hatte. Damit erhielt nun das syrische Küstengebirge einen eindeutig nusairischen Charakter. Nach alawitischer Überlieferung fand in der Stadt ‘Āna am mittleren Euphrat im 13. Jahrhundert eine Art Konzil statt, zu dem Vertreter aus Bagdad, Aleppo, Latakia und dem Dschebel Ansariye kamen, um eine Lösung im Glaubensstreit mit den Ismāʿīliten zu finden. Diese und eine weitere Versammlung 1291 in Safita endeten erfolglos.

### Bekehrungsversuche unter Mamluken und Osmanen
Nachdem 1260 der Mamluke az-Zāhir Baibars Syrien erobert hatte, gab es von staatlicher Seite Versuche, die Nusairier zum Sunnitentum zu konvertieren. 1317 kam es daraufhin zu einem nusairischen Aufstand, bei dem sich der Anführer selbst zum Mahdi erklärte. Der hanbalitische Gelehrte Ibn Taimiyya erklärte wenig später in einer Fatwa, dass Nusairier dem Islam mehr schadeten als Christen und Juden und getötet werden müssten. Er konnte sich mit seiner Auffassung allerdings nicht durchsetzen. Die Nusairier wurden im mamlukischen Staat schließlich den anderen nicht-muslimischen Minderheiten gleichgestellt und mussten wie sie die Dschizya entrichten.

Der Alawitenstaat als Teil des Völkerbundmandats für Syrien und Libanon

Über die Geschichte der Nusairier vom 16. bis zum 18. Jahrhundert ist nicht viel bekannt. In spätosmanischer Zeit wurden die Nusairier zur Zielgruppe protestantischer Missionare, die sie davon zu überzeugen versuchten, dass ihre Religion christliche Ursprünge habe. Ausgelöst durch diese Missionsaktivitäten, begann sich unter Sultan Abdülhamid II. auch die osmanische Verwaltung für die Nusairier zu interessieren und versuchte, sie dem herrschenden sunnitisch-hanafitischen Islam anzunähern. In diesem Rahmen wurden im syrischen Küstengebirge eine Anzahl von Schulen und Moscheen errichtet.

### Französisches Mandat und Alawitenstaat
Am Ende des Ersten Weltkrieges begannen die Franzosen, Syrien zu besetzen. Schon bald nach der Besetzung teilten sie das Gebiet in Kleinstaaten auf. Nachdem sie auf der Konferenz von San Remo vom Völkerbund das Mandat für Syrien erhalten hatten, richteten sie am 31. August 1920 das „Autonome Territorium der Alawiten“ ein, das sich aus dem früheren osmanischen Sandschak von Tripolis und einem Teil des Bezirks Masyaf zusammensetzte. Am 12. Juli 1922 erhoben sie dieses Gebiet zum eigenständigen Alawitenstaat, der eine eigene Fahne hatte und zusammen mit den Staaten Damaskus und Aleppo die „Föderation der Staaten Syriens“ bildete. Diese Föderation wurde allerdings im Dezember 1924 schon wieder aufgelöst und durch einen syrischen Staat ersetzt, der Aleppo, Damaskus und den Sandschak Alexandrette umfasste. Der Alawitenstaat dagegen wurde als „Unabhängiger Staat der Alawiten“ (französisch Etat indépendent des Alaouites) von einem französischen Gouverneur getrennt verwaltet. 1937 wurde das Alawitengebiet mit dem übrigen Syrien wiedervereinigt.

### Die Alawiten im syrischen Staat

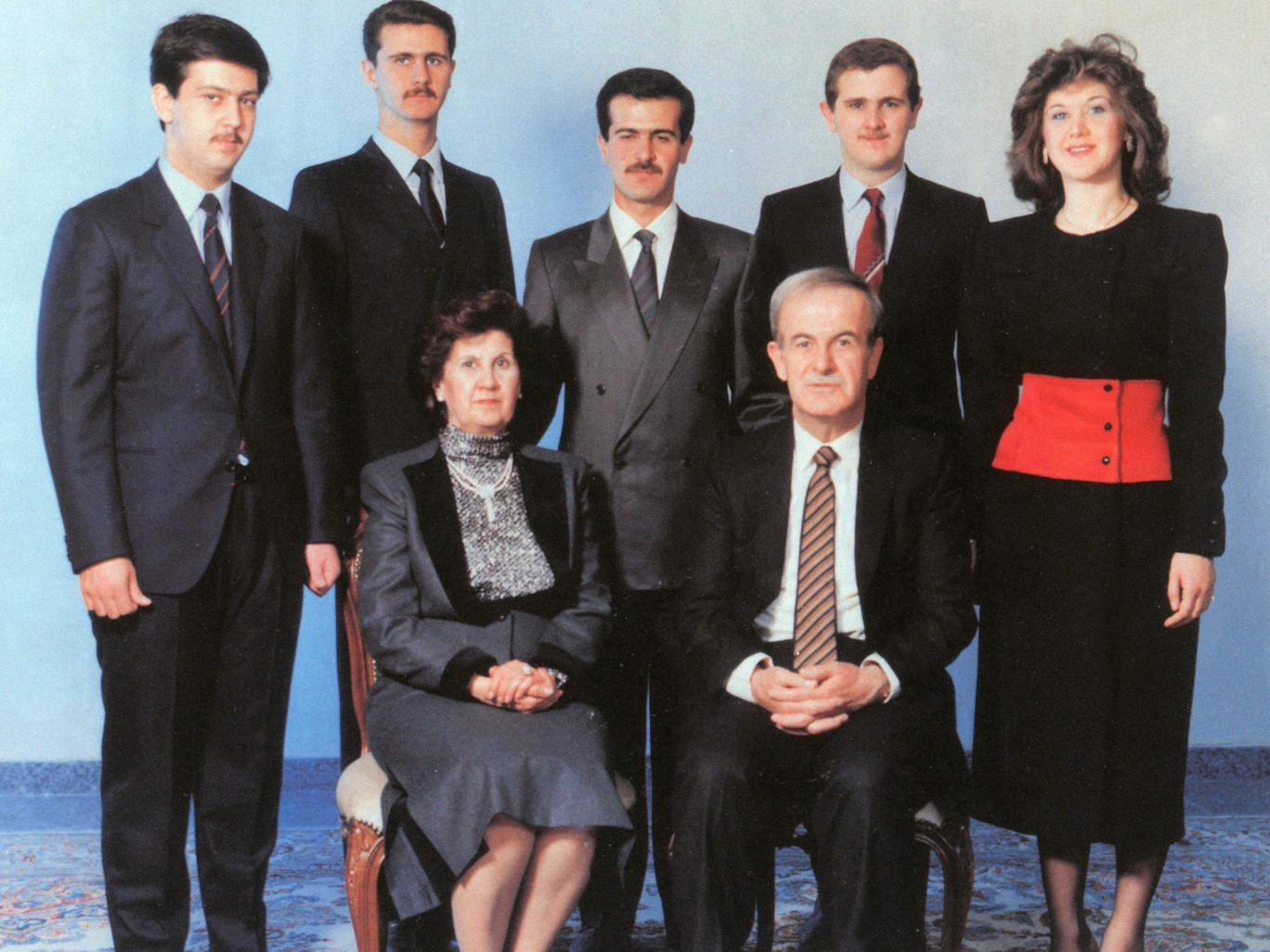
Die Assad-Familie

In dem 1946 unabhängig gewordenen Syrien bildeten die Alawiten zunächst eine marginalisierte Bevölkerungsgruppe. Lediglich in der Armee spielten sie eine wichtige Rolle. Das lag daran, dass der alawitischen bäuerlichen Bevölkerung meist das Geld fehlte, um sich vom Militärdienst freizukaufen. Größeres politisches Gewicht gewannen die Alawiten erstmals 1963 durch die Machtübernahme der Baath-Partei, weil ein großer Teil der Führungskader im militärischen und zivilen Arm dieser Partei Alawiten waren. 1970 übernahm der aus Qardaha (südöstlich von Latakia) stammende alawitische Verteidigungsminister und Luftwaffenchef Hafiz al-Assad die Macht im Staat und wurde durch ein Referendum am 12. März 1971 als Staatspräsident bestätigt. Das Alawitengebiet profitierte von al-Assads Macht deutlich, vor allem die kleine Hafenstadt Latakia dehnte sich in einem Bauboom weit aus.
1973 wurde auf Druck der orthodoxen Rechtsgelehrten und der sunnitischen Bevölkerungsmehrheit ein Paragraph in die syrische Verfassung eingefügt, der das Bekenntnis des Präsidenten zum Islam obligatorisch machte. Hafiz al-Assad entsprach dem durch demonstrative Teilnahme am islamischen Kultus. In seinen Reden versuchte er nachdrücklich, seine Zugehörigkeit zum Islam zu unterstreichen, da die orthodox-sunnitische Propaganda unter Berufung auf mittelalterliche Sektenbücher den nusairischen Glauben als häretisch, ja unislamisch zu verketzern bemüht war. In den 1980er Jahren forderten in Syrien Vertreter der sunnitischen Opposition auf Grundlage des religiösen Gutachtens von Ibn Taimīya die Liquidation der Alawiten.

### Nach dem Ausbruch des syrischen Bürgerkriegs
Nach den Zusammenstößen zwischen dem alawitischen Regime und der sunnitischen Opposition in den frühen 1980er Jahren wurde das Sprechen über religiöse Zugehörigkeiten in Syrien weitgehend tabuisiert. Dies änderte sich nach dem Ausbruch des Bürgerkriegs Anfang 2011. Die Bürgerrechtlerin Loubna Mrie bekannte sich bei Reden auf regimefeindlichen Demonstrationen zum Beispiel offen zu ihrer alawitischen Religionszugehörigkeit. Zu einer neuen Verschärfung der Gegensätze zwischen Sunniten und Alawiten, die auch internationale Wellen schlug, kam es im Frühjahr 2013, als die syrische Armee zusammen mit Kämpfern der schiitischen Hisbollah-Miliz eine Offensive startete, um die von Aufständischen gehaltene Stadt Kusseir zurückzuerobern. Bezugnehmend auf diese Ereignisse, rief der katarische Fernsehprediger Yusuf al-Qaradawi am 31. Mai 2013 in einer Freitagspredigt zum Kampf gegen Assad und seine „nusairische Gruppe“ (fīʾatu-hū) auf. Hierbei verwies er auf das Gutachten von Ibn Taimīya aus dem 13. Jahrhundert, wonach die Nusairer „ungläubiger als Juden und Christen“ (akfar min al-Yahūd wa-n-Naṣārā) seien.
Im August 2013 kam es nach einem Bericht der Menschenrechtsorganisation Human Rights Watch zu einem Massaker an Alawiten in der Umgebung von Latakia. Kämpfer der islamistisch-salafistischen Aufständischen-Organisationen al-Nusra-Front, Islamischer Staat im Irak und der Levante, Ahrar al-Scham, Jaish al-Muhajireen wal-Ansar und Suqur al-Izz griffen demnach am 4. August 2013, dem ersten Tag des Fastenbrechens, zehn alawitische Dörfer an, töteten mindestens 190 Zivilisten, wovon mindestens 67 hingerichtet oder rechtswidrig getötet wurden, und nahmen über 200 als Geiseln, hauptsächlich Frauen und Kinder.

### Feste und Heiligtümer

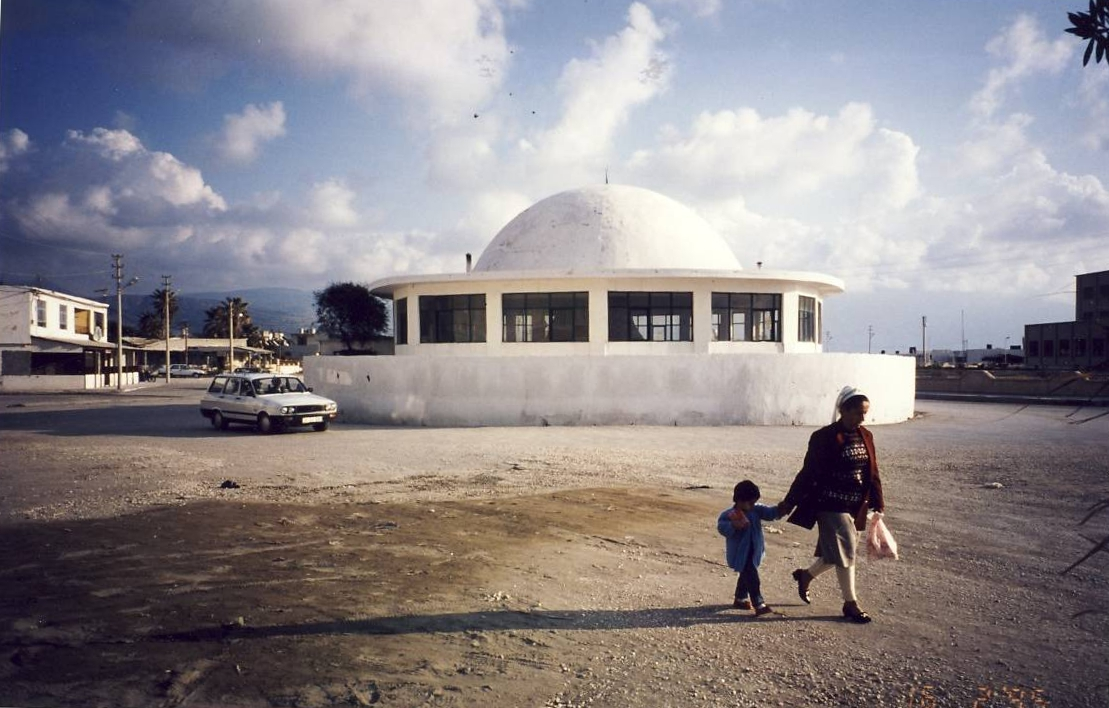
Alawitisches Chidr-Heiligtum in Samandağ (Türkei)

## Alawiten in der Welt

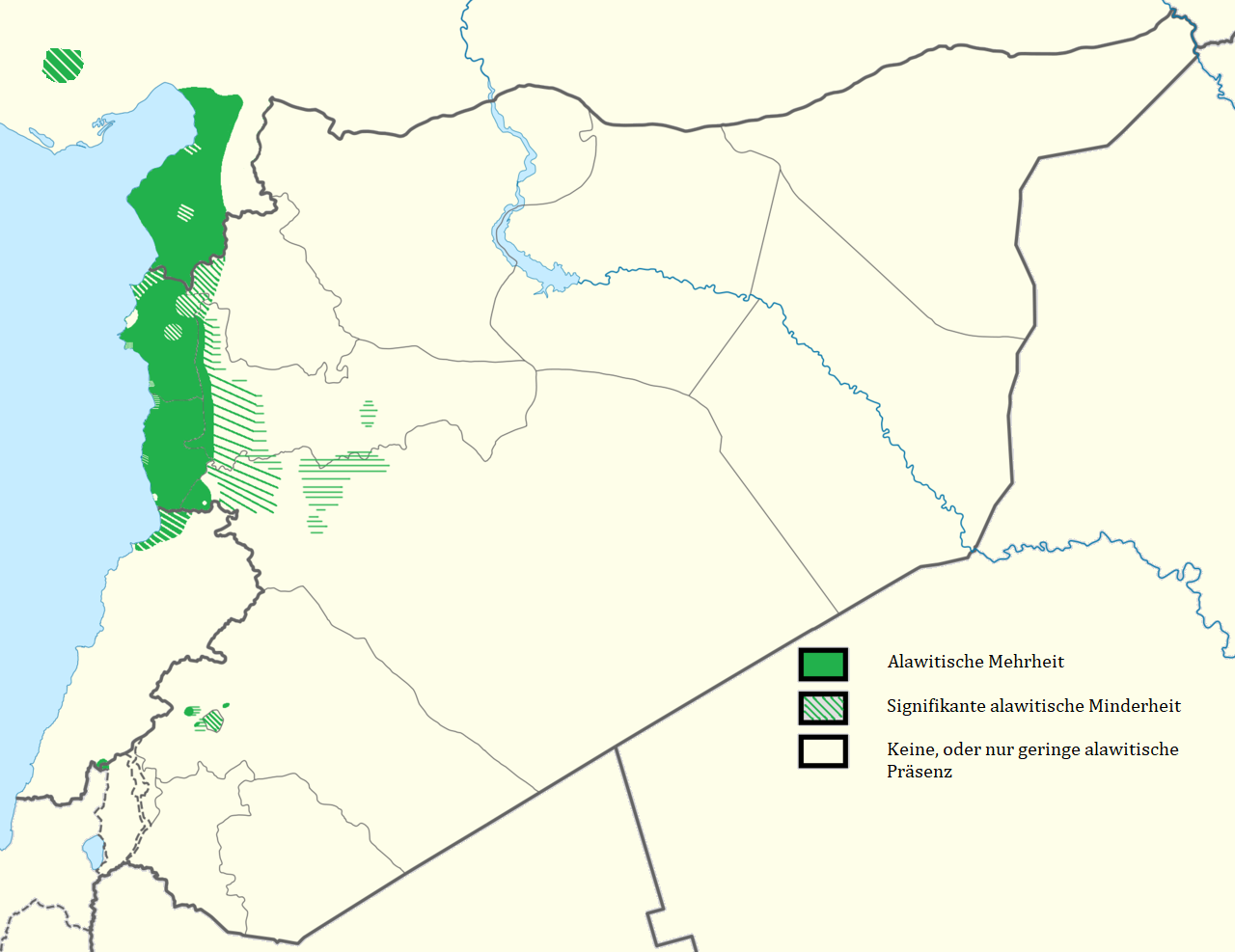
Verbreitung der Alawiten in der nördlichen Levante um 2012.

## Glaubenslehren